# Bracovce
 Bracovce jsou obec na Slovensku. Nacházejí se v Košickém kraji, v okrese Michalovce. Obec má rozlohu 9,62 km² a leží v nadmořské výšce 105 m. V roce 2011 v obci žilo 963 obyvatel. První písemná zmínka o obci pochází z roku 1227.